# Poddębicki
Poddębicki là một huyện thuộc tỉnh Łódzkie của Ba Lan. Huyện có diện tích 881 km². Đến ngày 1 tháng 1 năm 2011, dân số của huyện là 41562 người và mật độ 47 người/km².